# Movimiento Original
Movimiento Original es un grupo de hip hop chileno conformado en 2006 por Aerstame, Stailok y Semillah hasta 2007. En este mismo año se une DJ Acres y en el 2008 se une Mc Piri, el cual se separa del grupo en el año 2015.

## Historia
Formado el grupo en Pudahuel, Santiago de Chile. En 2005 grabaron un demo de 5 temas, que se convertiría en 2008 en su primer disco Soldados del Ghetto.En el año 2009, comenzarían a trabajar en su mayor éxito junto al difunto Mc Browen, con una canción titulada Grandes Pasos, para finalmente subirla a YouTube el año 2012. Esta canción recolecta +130.000.000 de reproducciones en sus plataformas digitales. Volviendo al 2010, graban una remasterización llamada Edición Especial. Para 2011 producen el disco Teorema culminando en 2015 en donde Mc Piri se separa del grupo. En 2017 lanzan Mov Rap and Reggae. Ganadores de 3 estatuillas del Premio Pulsar en 2018. Se han presentado en varios festivales de Chile y a nivel internacional. En 2019 realizaron la canción Despierto como parte de las protestas en Chile de 2019. Sus miembros también realizan trabajos individuales como Aerstame con 'Desde la periferia al mundoi', 'Acerijos', 'Aéreo 27' y 'Contraforma'; Stailok con 'Inmortal Come Back'.
El himno oficial de los juegos panamericanos Santiago 2023 fue producida por el reconocido DJ Bitman, está a cargo de una colaboración entre los artistas nacionales Ana Tijoux y Movimiento Original. El himno mezcla ritmos urbanos y melodías propias de Chile y Sudamérica.

## Discografía
- Soldados del Ghetto (2008)
- Edición Especial (2010)
- Teorema (2012)
- Mov Rap and Reggae (2017)
- Sobre el aire (2023)

## Colaboraciones
- Con Mc Browen "Grandes Pasos"
- Con Apache "Cantando Voy"
- Con Ky-mani Marley y Nesta Marley “Soldjah”
- Sir Samuel de Saian Supa Crew,  “Ame”.
- Con Quique Neira en “Poquito de Ti”,
- Con Anblessnabi "Llamado"
- Con La Combo Tortuga "Caminemos"
- Con Nanpa Básico "Verte Cerquita"
- Con ChysteMc "I love You a lo vio" [11]
- Con Ana Tijoux y DJ Bitman, "A La Cima" (tema principal de los Juegos Panamericanos de 2023)